# Sakina Jaffrey
Sakina Jaffrey (Manhattan - New York, 14 februari 1962) is een Amerikaans actrice.

## Biografie
Jaffrey is een dochter van ouders die allebei in India geboren zijn.
Jaffrey begon in 1988 met acteren in de film The Perfect Murder. Hierna heeft zij nog meerdere rollen gespeeld in films en televisieseries zoals Daylight (1996), The Guru (2002), Raising Helen (2004), Third Watch (2003-2005) en The Nanny Diaries (2007).

## Filmografie

### Films
- 2021 The Hating Game - als Helen
- 2020 Soul - als dokter (stem)
- 2019 Late Night - als moeder van Molly
- 2018 The Equalizer 2 - als Fatima
- 2018 Behold My Heart - als Jane
- 2018 Red Sparrow - als Trish Forsyth
- 2017 The Meyerowitz Stories - als dr. Malini Soni
- 2016 Claire in Motion - als Maya
- 2012 The Domino Effect – als Serena
- 2011 Breakaway – als Livieen Singh
- 2010 Nevermind Nirvana – als Dr. Sarita Mattoo
- 2009 Company Retreat – als Sareeta
- 2008 The Ode – als Parin
- 2008 The Understudy – als verpleegster
- 2008 The Toe Tactic – als Lacticia Utt
- 2008 Definitely, Maybe – als schoolmoeder
- 2007 Before the Devil Knows You're Dead – als manager
- 2007 The Nanny Diaries – als Sima
- 2007 Waking Dreams – als Rajani
- 2007 Where God Left His Shoes – als dokter
- 2006 Hiding Divya – als Sr. Sharma
- 2004 The Manchurian Candidate – als mysterieuze Arabische vrouw
- 2004 Raising Helen – als Nilma Prasad
- 2003 Ash Tuesday – als June
- 2002 The Truth About Charlie – als Sylvia
- 2002 The Guru – als jongedame in dansles
- 2001 The Mystic Masseur – als Suruj Mooma
- 2001 Revolution 9 – als Dr. Ray
- 1999 Cotton Mary – als Rosie
- 1999 Chutney Popcorn – als Sarita
- 1996 Daylight – passagier van Kit
- 1995 The Indian in the Cupboard – als Lucy
- 1992 Masala – als Rita Solanki
- 1989 Slaves of New York – als receptioniste van Wilfredo
- 1988 The Perfect Murder – als Neena Lal

### Televisieseries
Uitgezonderd eenmalige gastrollen.
- 2022 Billions - als Daevisha 'Dave' Mahar - 8 afl.
- 2021 - 2022 Snowpiercer - als mrs. Headwood - 16 afl.
- 2020 - 2021 Mira, Royal Detective - als mrs. Kapadia - 6 afl.
- 2020 Little Voice - als Vilina - 6 afl.
- 2020 Defending Jacob - als Lynn Canavan - 8 afl.
- 2019 Lost in Space - als kapitein Kamal - 5 afl.
- 2019 American Gods - als Mama-Ji - 4 afl.
- 2016 - 2018 Timeless - als Denise Christopher - 27 afl.
- 2013 - 2018 House of Cards – als Linda Vasquez – 19 afl.
- 2014 - 2018 Madam Secretary - als Indiase minister Chondita Samant - 2 afl.
- 2018 Homeland - als dr. Meyer - 3 afl.
- 2015 - 2017 Mr. Robot - als Antara Nayar - 7 afl.
- 2015 - 2016 The Mindy Project - als Sonu Lahiri - 5 afl.
- 2015 Halal in the Family - als Fatima Qu'osby - 4 afl.
- 2014 - 2015 Sleepy Hollow - als sheriff Leena Reyes - 6 afl.
- 2006 Heroes – als Mevr. Suresh – 2 afl.
- 2003 – 2005 Third Watch – als Dr. Hickman – 16 afl.

- Gemeinsame Normdatei: 1245909452
- International Standard Name Identifier: 0000 0004 3482 8252
- Library of Congress Control Number: no2001073961
- Nationale Bibliotheek van Tsjechië: xx0185301
- Virtual International Authority File: 309564243
- WorldCat: E39PBJhd87DjkFRqPVHDBm6qcP